# 劉昌仁
劉昌仁（1872年—1906年），字伯揚，四川省敘州府長寧縣人，光緒二十九年（1903年）癸卯補行辛丑壬寅恩正併科進士，官雲南省祿勸縣知縣，《祿勸縣志》述其「熱心學務，惠愛士林，月課衡文，捐廉給獎，並銳意整頓庶政未果，卒於任，人愛惜之。」。